# Les Épreuves de Moïse

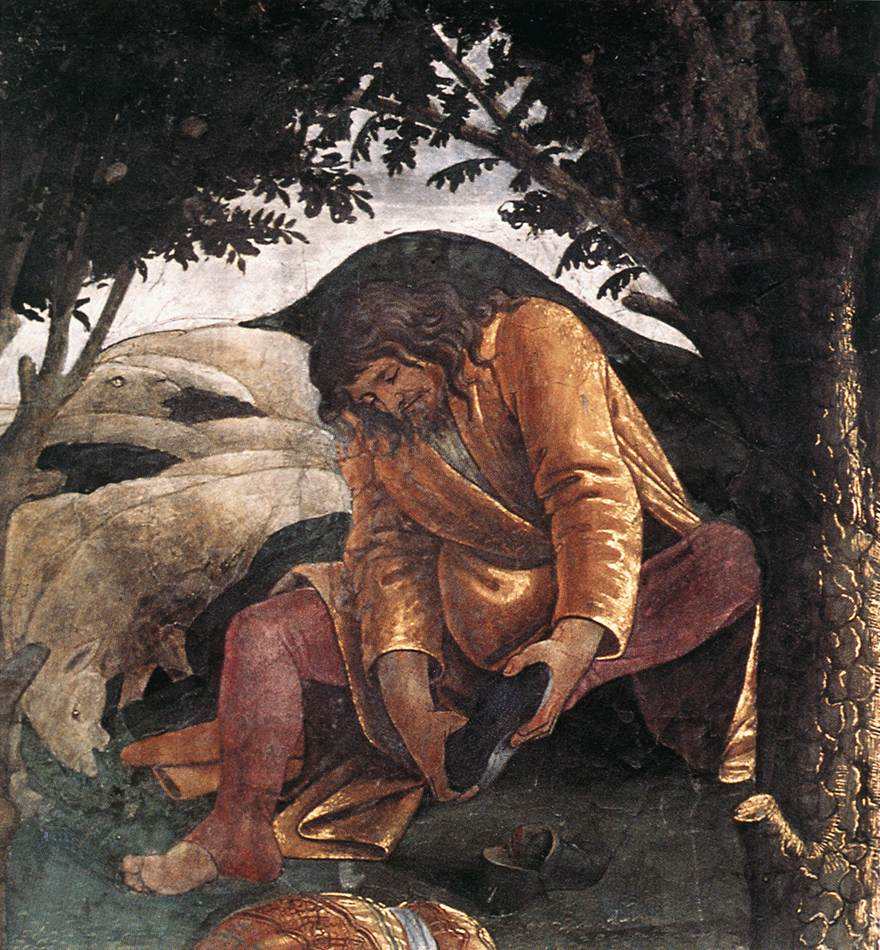
Moïse enlève ses chaussures (détail)

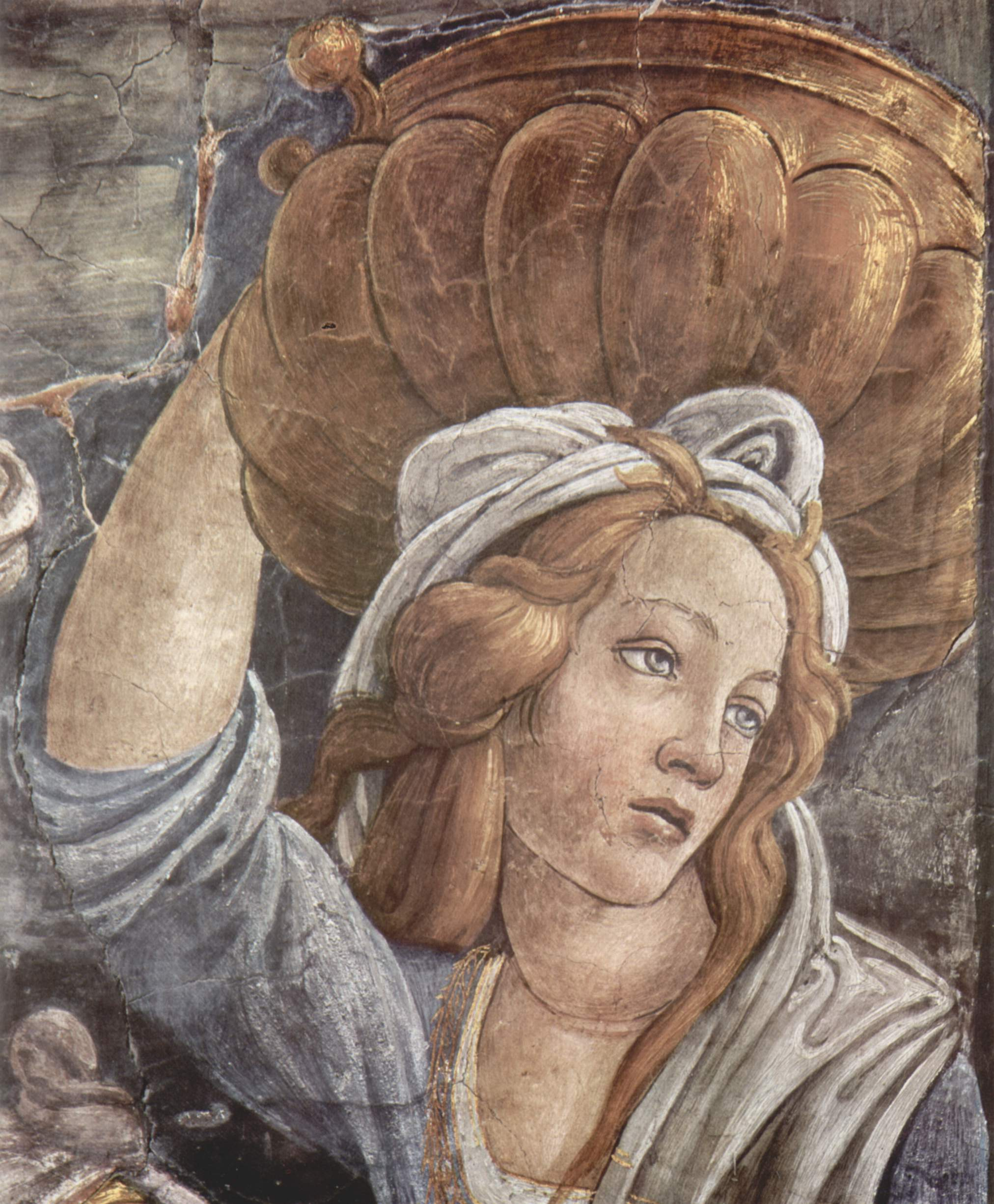
Visage féminin (détail)

Les Épreuves de Moïse (en italien : Prove di Mosè) est une fresque  (348,5 × 558 cm) de Sandro Botticelli, datée des années  1481-1482 et  située à la Chapelle Sixtine du Vatican.

## Historique
Le 27 octobre 1480, Sandro Botticelli, avec d'autres peintres florentins, partit pour Rome, où il avait été appelé dans le cadre du projet de réconciliation entre Laurent de Médicis, homme d'État florentin et dirigeant de facto de la république florentine durant la Renaissance italienne et le pape Sixte IV. Les Florentins ont commencé à travailler dans la chapelle Sixtine, dès le printemps de 1481, avec Le Pérugin, qui y était déjà.
Sandro Botticelli, aidé par de nombreux assistants, peint trois scènes. Le 17 février 1482, son contrat est renouvelé, afin de réaliser les autres scènes pour compléter la décoration de la chapelle. Cependant, le 20 février, son père meurt : il retourne à Florence sans revenir à Rome.

## Thème
Le thème de la décoration est un parallèle entre les épisodes  bibliques concernant  Moïse et ceux du Christ, comme signe de la continuité entre l'Ancien et le Nouveau Testament. Une continuité existe également entre la loi divine des Tables et le message de Jésus, qui, à son tour, a choisi Pierre, le premier évêque de Rome, comme son successeur dans le but d'entraîner enfin une légitimation des papes de Rome, successeurs de ce dernier.

## Description
La fresque est symétrique de celle située sur le mur opposé de la Chapelle Sixtine, également de Sandro Botticelli, qui dépeint des Tentations de Jésus. La frise comporte l'inscription :  TEMPTATIO MOISI LEGIS SCRIPTAE LATORIS.
Elle montre sept épisodes de la jeunesse de Moïse, tirées du Livre de l'Exode :
1. Coin inférieur droit : Moïse tue de son épée un Égyptien qui battait un Hébreu (parallèle avec l'épisode de Jésus qui défait le démon). une femme met l'Hébreu blessé en sûreté dans sa maison.
2. Moïse fuit dans le désert pour le pays de Madian : Il est sur un chemin qui se perd dans les profondeurs de la composition.
3. Moïse prend la défense des filles de Jéthro dont sa future épouse Séphora contre des bergers qui veulent les chasser alors qu'elles tirent de l'eau du puits.
4. Au centre de la composition : Moïse donne à boire aux moutons des jeunes filles sous un grand chêne.
5. Coin supérieur gauche : détails de la première rencontre de Moïse avec Dieu dont les moutons de Jéthro ; Moîse est assis dans le  pré, ôtant sa seconde chaussure.
6. Moïse s'agenouille et reçoit alors la révélation divine du buisson ardent : pieds nus, le bâton contre l'épaule.
7. Coin inférieur gauche du tableau : Moïse exécute la mission que Dieu lui a confiée sur le mont Horeb et conduit le peuple d'Israël hors d'Égypte vers la terre promise.

Moïse se distingue par sa robe jaune or et le manteau vert.

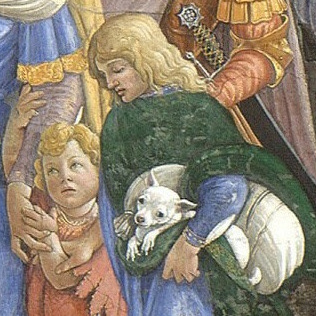
Un jeune homme portant un chien ressemblant à un chihuhua (détail)

L'un des Hébreux porte sous son bras un chien ressemblant fortement à un chihuahua alors que la fresque a été réalisée dix ans avant le premier voyage de Christophe Colomb en Amérique, ce qui a suscité des théories sur les origines de ce chien généralement considéré comme mexicain.

## Analyse
Les peintres de la chapelle Sixtine ont adopté des conventions communes afin de fournir un travail homogène : utilisation d'une échelle dimensionnelle commune, structure rythmique et représentation du paysage commune. Ils ont également utilisé une palette unique et des finitions en or.
Des trois épisodes réalisés par Botticelli, celui-ci est le plus ordonné dans la représentation des épisodes de la scène racontée. Moïse est toujours reconnaissable par sa robe dorée et son manteau vert.
Le meilleur effet reste cependant la vigueur des portraits et la richesse des innovations iconographiques, qui néanmoins dans certains cas, forment un ensemble fragmentaire, peut-être en raison de la désorientation du peintre opérant dans des dimensions et thèmes non conventionnels et dans un environnement qui lui est étranger.

## Postérité
La fresque fait partie du musée imaginaire de l'historien français Paul Veyne, qui le décrit dans son ouvrage justement intitulé Mon musée imaginaire. « Ce n'est pas une grande oeuvre, mais une excellente bande dessinée » écrit-il .